# Bernried (Rötz)
Bernried ist ein Ortsteil der Stadt Rötz im Landkreis Cham des Regierungsbezirks Oberpfalz im Freistaat Bayern.

## Geografie

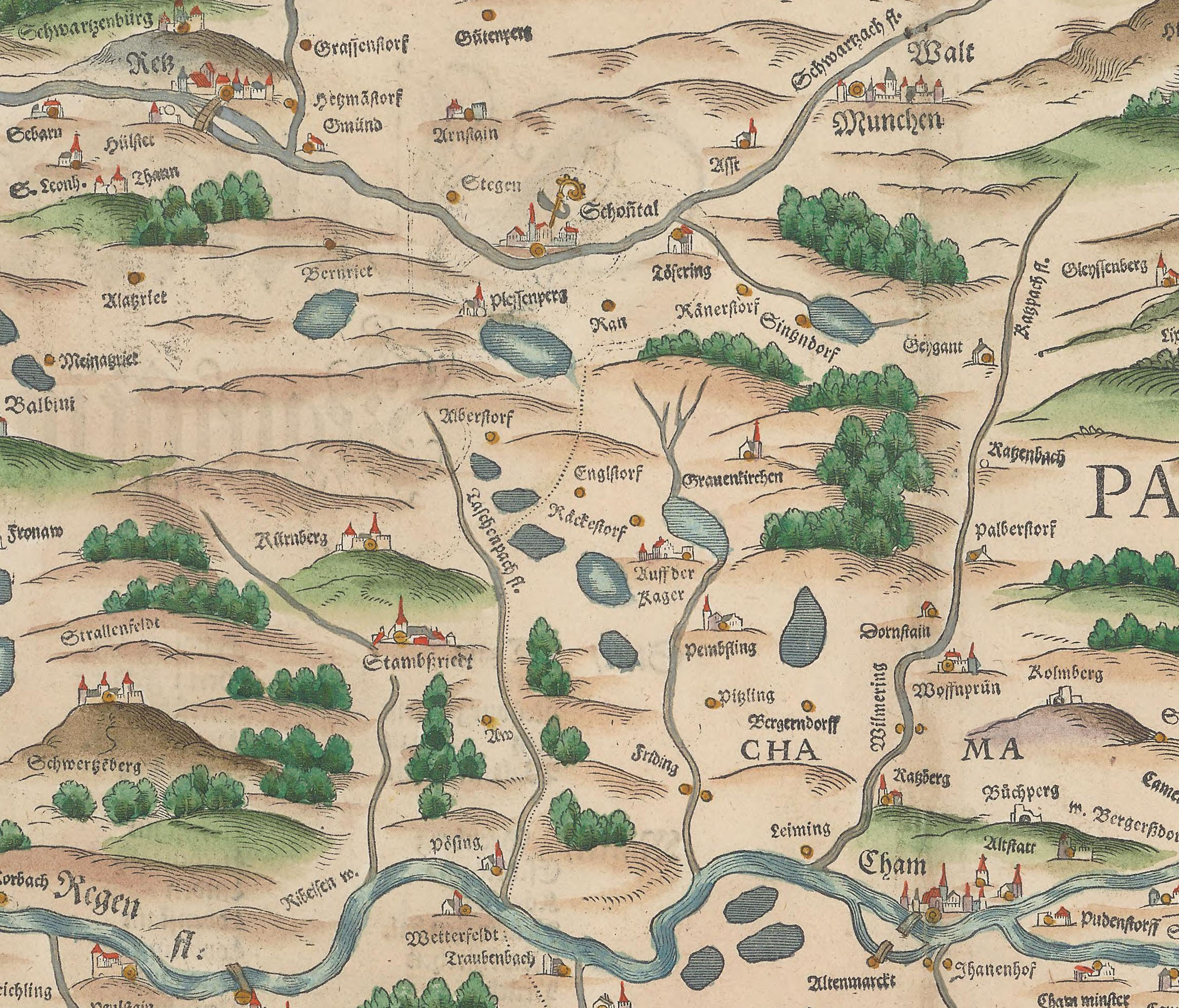
Bernried auf der Apian-Karte von 1568

Bernried liegt an der Staatsstraße 2151, 4 Kilometer südöstlich von Rötz. Südlich von Bernried entspringt der Buchbach. Bernried liegt auf einer Hochfläche, umgeben von bis zu 600 Meter hohen bewaldeten Hügeln.

## Geschichte
Die Ortsnamenforschung kennzeichnet die auf -ried (auch: -reuth, -rieth) endenden Ortsnamen ebenso wie die auf -grün endenden als Ortsnamen der Rodungszeit im 13. und 14. Jahrhundert.
Bernried (auch: Perenrvit, Pernreitt, Perenrivt, Pennried, Pernrieth, Bernriedt, Penrieth, Bernrieth) wurde 1150 erstmals erwähnt. Udalschalk von Perenrvit (= Bernried) ist 1150 als diepoldingischer Ministeriale belegt. 1138 gelangte Bernried an das Kloster Prüfening.
Das Herzogsurbar von 1285 ebenso wie das Urbar des Viztumamtes Lengenfeld von 1326 wiesen Bernried als zum Amt Neunburg gehörig aus. Es gehörte zu dieser Zeit den Murahern von Tannstein.
Das 1509 gegründete Pflegamt Rötz hatte nach dem Salbuch des Kastenamtes Rötz Untertanen in Bernried. 1522 hatte Bernried 9 Untertanen des Amtes Rötz. Unter diesen befanden sich "Der Schmidt von der Schmidten" und "Der Murachin Taffern". In einem Verzeichnis von 1588 wurden für Bernried 5 Höfe, 2 Güter, 3 Sölden, 3 Inwohner und Mannschaften als zur Frais Schwarzenburg gehörig aufgeführt. Im Verzeichnis der grundbaren Dörfer, Höfe, Güter, Sölden und Mühlen des Klosters Walderbach von 1596 erschien Bernried mit einem Hof.
1622 gab es dort 10 Mannschaften. In den Steuerunterlagen des Pflegamts und der Stadt Rötz von 1630 wurde das Amt Rötz in Viertel eingeteilt. Bernried gehörte zum 4. Viertel. Es hatte 7 Höfe, 1 halben Hof, 1 Tafern mit Sölde, 1 bloßes Häusl, 1 Schmiede, 1 Badstube, 7 Inwohner, 1 Hütmann. Zur Hofmark Stamsried gehörten 1 Tafern, 1 Hof, 1 Gut, 1 Gütl.
1721 wurden für Bernried aufgeführt 14 Häuser, darunter 1 Wirtshäusl, 1 Schmiede, 1 Badhaus, 1 Hüthaus. Außerdem 3 Häuser Leuchtenbergischer Untertanen und 1 Haus zur Hofmark Stamsried. 1766 gab es in Bernried 15 Anwesen: 6 Höfe, 4 Güter, 1 Tafern, 1 Schmiede, 2 Häusl und ein Gemeinde-Badhaus. Grundbar zum Kloster Walderbach war ein Hof und zu Leuchtenberg 2 Güter.
1808 hatte Bernried 18 Anwesen. Zu Niedergericht und Grundherrschaft Hofmark Stamsried gehörten 2 Anwesen. Außerdem gab es 1 Gemeinde-Hirtenhaus, 2 Wirte, 1 Schneider, 1 Hufschmied, 1 Fleischhacker, 1 Weber.
1808 wurde die Verordnung über das allgemeine Steuerprovisorium erlassen. Mit ihr wurde das Steuerwesen in Bayern neu geordnet und es wurden Steuerdistrikte gebildet. Dabei wurde Bernried Steuerdistrikt. Der Steuerdistrikt Bernried bestand aus den Dörfern Bernried, Kleinenzenried, Marketsried und Schatzendorf.
1820 wurden im Landgericht Waldmünchen Ruralgemeinden gebildet. Dabei wurde Bernried Ruralgemeinde. Zur Ruralgemeinde Bernried gehörten die Dörfer Bernried mit 35 Familien, Kleinenzenried mit 7 Familien und Marketsried mit 14 Familien. 1836 wurde die Gemeinde Schatzendorf mit der Einöde Steinmühle nach Bernried eingemeindet.
1879 beantragte Kleinenzenried bei der Regierung der Oberpfalz ihre Umgemeindung in die Gemeinde Gmünd. Bernried und Schatzendorf bemühten sich um eine Lostrennung vom Amt Waldmünchen und eine Angliederung an das Bezirksamt Neunburg vorm Wald. Alle diese Wünsche wurden vom Bezirksamt Waldmünchen abgewiesen.
1972 wurde die Gemeinde Bernried nach Rötz eingegliedert.
Bernried ist Filialkirche der Pfarrei Stamsried. 1997 hatte Bernried 131 Katholiken.

## Einwohnerentwicklung ab 1820
| Jahr | Einwohner   | Gebäude |
| ---- | ----------- | ------- |
| 1820 | 35 Familien | k. A.   |
| 1838 | 130         | 23      |
| 1861 | 155         | 62      |
| 1871 | 142         | 83      |
| 1885 | 157         | 23      |
| 1900 | 139         | 24      |
| 1913 | 146         | 23      |

| Jahr | Einwohner | Gebäude |
| ---- | --------- | ------- |
| 1925 | 154       | 27      |
| 1950 | 176       | 28      |
| 1961 | 134       | 30      |
| 1970 | 150       | k. A.   |
| 1987 | 133       | 37      |
| 2011 | 157       | k. A.   |

## Denkmalschutz, Tourismus Sehenswürdigkeiten
In Bernried steht die denkmalgeschützte katholische Kirche St. Maria und Wendelin. Es handelt sich um eine giebelständige Saalkirche mit eingezogenem Chor, abgewalmtem Satteldach und Chorflankenturm mit Zwiebelhaube. Sie wurde 1922 in neubarockem Stil errichtet.
Nordöstlich von Bernried liegt auf einem Hügel die Bruder-Klaus-Kapelle. Vom Gruberweg am Nordostrand von Bernried führt ein Kreuzweg den Hügel hinauf zur Kapelle. Sie wurde 1982 von einem eigenen, zu diesem Zweck gegründeten gemeinnützigen Verein, erbaut. Seit 1999 finden jedes Jahr verschiedene Fahrrad-Wallfahrten von dieser Kapelle zu anderen Wallfahrtskapellen statt. Unter anderem fährt seit 2019 jährlich eine Gruppe im Spätsommer mit dem Fahrrad von der Kapelle in Bernried zur Ranft in der Schweiz, wo Bruder Niklaus von Flüe seine Einsiedelei hatte. Die 600 Kilometer dorthin werden in 7 Tagen bewältigt.